# José Perdomo
José Batlle Perdomo Teixeira (Salto, 5 de janeiro de 1965) é um ex-futebolista profissional uruguaio, que atuava como defensor.

## Carreira
José Perdomo fez parte do elenco da Seleção Uruguaia de Futebol da Copa do Mundo de 1990.

## Títulos
- Copa América: 1987